# 바비 12명의 춤추는 공주 이야기
바비 12명의 춤추는 공주 이야기(Barbie in the 12 Dancing Princesses)는 미국에서 제작된 그레그 리처드슨 감독의 2006년 애니메이션, 가족 영화이다. 켈리 쉐리던 등이 주연으로 출연하였다.

## 출연

### 주연
- 켈리 쉐리던
- 캐서린 오하라
- 니콜 올리버

### 조연
- 제니퍼 코핑
- 라라이니아 린드버그
- 캐슬린 바
- 치아라 자니
- 에이드리언 카터
- 애슐리 볼
- 브릿 맥킬립

## 같이 보기
- 바비 (애니메이션 영화 시리즈)